# 환절기 (희곡)
《환절기》(換節期)는 5막으로 구성된 오태석(吳泰錫)의 작품이다. 1968년 국립극장. 경향신문 공모 희곡 당선작품 '국립극단' 공연. 임영웅(林英雄) 연출.  1960년대 신인작가 중에서 가장 재기(才氣)에 넘치는 오태석의 첫 장막희곡으로서, 그 이전의 단막극(單幕劇)에서 보인 극작가로서의 가능성을 확고히 해준 작품이다. 이 극의 특색은 한마디로 그 내용과 형식이 참신한 데 있다. 그는 종래 보아오던 논리적 인과관계에 의해 직선적 발전을 하는 사건 위주의 연극과는 달리, 원인과 결과가 동시에 나타나 연쇄적 반응을 일으키며 구심점을 향해 선회 운동을 하는 내면적 액션을 강조하고 있는 것이다. 그리고 작가의 의도와 드라마의 표현은 균형이 잘 잡혀 있다. 그의 또 하나의 두드러진 특징은 연극을 수단으로서가 아니라 목적으로 삼고, 연극이란 놀이를 매우 즐기고 있는 것인데 이 점은 한국 연극에서 대단히 희귀한 가치를 지니는 것이다.  이 극의 구심점은 결혼해서 전혀 배색이 안 돼 곤혹을 느끼는 젊은 두 부부가 같이 들어가 볼 수 있는 공통색채를 발견하는 과정을 더듬는 것이다.  5년 전 조대빈과 약혼녀 이정애, 김형주와 한나영은 설악산에 갔다가 김형주의 아이를 가진 이정애가 불바위에서 떨어져 죽는 사건을 겪는다. 그 후 김형주는 기억 상실증의 정신 이상자가 되었으며, 조대빈과 한나영은 부부가 되었다. 그러나 설악산 사건은 그들에게 언제나 어두운 그늘을 드리우고 있다. 3년전에 한나영은 이정애의 아이가 자기에게 태어나 자기를 죽일 것이라는 망상 때문에 아이를 지운 일이 있는데 다시 임신한다. 한편 조대빈은 김형주를 하루 3시간씩 집에 데리고 오도록 한다. 그는 이 부부를 알아보지 못하지만 한나영은 남편이 그와 공모하여 자기를 죽이려 한다는 피해망상에 사로잡혀 급기야는 외출해 버린다. 조대빈이 아내가 임신 중임을 안 것은 이때이다. 아내가 돌아왔을 때 그는 김형주를 데리고 온 것은 그를 회복시켜 주기 위함이었다고 밝히고 아이를 낳기를 권하자 아내는 또 이정애의 아이인 것 같아 마음에 안 내키니 김형주를 오지 못하게 해달라고 요청한다. 이때 아내의 소중함을 깨달은 조대빈은 그 청을 들어주고 두 부부는 비로소 그들을 잠식하던 어두운 그늘을 말끔히 지우고 공동의 색채 속에 안주한다.  이 극은 사회성을 완전히 배제한 채 인간의 심리를 넓게 피상적으로 관찰하는 것이 아니라 어느 한 부분만을 집중적으로 투시함으로서 흘려버리기 쉬운 인간의 복잡한 심리를 파헤친 것인데 그것이 바로 현대의 부부상(夫婦像)을 예각적으로 부각시켜 주고 있는 것이다.